# Tucson
Tucson (IPA-átírásban: [ˈtuːsɒn]) város az Amerikai Egyesült Államokban, az Arizona állambeli Pima megye megyeszékhelye, valamint otthona az állam első egyetemének. A város lakossága 2010-ben népszámlálás szerint 520 116 volt. Tucson a második legnagyobb város Arizonában Phoenix mögött. A város területe 587,2 km².

## Fekvése
Tucson Phoenixtől 188 km-re délkeletre, az amerikai - mexikói határtól 98 km-re északra fekszik. Tengerszint feletti magassága 728 m. A városban található a Santa Cruz folyó, ami az év nagy részében csak száraz folyómeder. Tucsonban forró nyarak és enyhe telek a jellemzőek.

## Története
1821 és 1853 között Tucson mexikói város volt.
1867 és 1877 között Arizona állam fővárosa volt.

## Kultúra
Tucson számos fesztivál színtere, ezek közül az egyik legérdekesebb a Tucson Meet Yourself fesztivál. Ez a fesztivál azt ünnepli, hogy a városban több, mint 30 különféle népcsoport él. Színes kultúrája miatt nagyjátékfilmek és sorozatok forgatásának is kedvenc helyszíne. Itt forgatták például a Petrocelli című sorozatot is, amelyben az olaszországi Sanremo városára hajazó San Remo nevet veszi fel.

## Demográfia
- 1900-ban 7531 lakosa volt, ami 1940-re 36 818 főre nőtt.
- Lakossága a 2010-es népszámlálás szerint 520 116 fő volt.

## Éghajlata
| Hónap                         | Jan. | Feb. | Már. | Ápr. | Máj. | Jún. | Júl. | Aug. | Szep. | Okt. | Nov. | Dec. | Év   |
| ----------------------------- | ---- | ---- | ---- | ---- | ---- | ---- | ---- | ---- | ----- | ---- | ---- | ---- | ---- |
| Átlagos max. hőmérséklet (°C) | 18,6 | 20,3 | 23,4 | 27,9 | 33,2 | 38,0 | 37,7 | 36,3 | 34,7  | 29,4 | 23,1 | 18,3 | 28,4 |
| Átlagos min. hőmérséklet (°C) | 4,3  | 5,7  | 7,9  | 11,2 | 15,8 | 20,8 | 23,6 | 23,0 | 20,4  | 14,1 | 7,8  | 4,1  | 13,3 |
| Átl. csapadékmennyiség (mm)   | 24   | 22   | 19   | 8    | 6    | 5    | 57   | 61   | 33    | 22   | 15   | 24   | 293  |
| Havi napsütéses órák száma    | 260  | 260  | 319  | 357  | 399  | 396  | 344  | 334  | 315   | 306  | 264  | 244  | 3798 |
| Forrás: NOAA                  |      |      |      |      |      |      |      |      |       |      |      |      |      |

## Testvérvárosai
- Fiesole, Toszkána, Olaszország
- Hermosillo, Sonora, Mexikó
- Almati, Kazahsztán
- Roscommon megye, Írország
- Liupanshui, Kína
- Nouakchott, Mauritánia
- Pécs, Magyarország
- Segovia, Kasztília és León, Spanyolország
- Szulejmánijja, Iraki Kurdisztán, Irak
- Tajcsung, Tajvan
- Trikala, Görögország
- João Pessoa, Brazília